# Водоснабжение Крыма
Водные ресурсы Крыма превышают текущие потребности полуострова, однако они распределены неравномерно, что требует строительства протяженных трактов водоподачи и систем сбора паводковых вод.
Для водотоков Крыма характерны обильные паводки, при этом многие балки полностью пересыхают в межень.
Естественной для Крыма является засуха разной интенсивности с периодичностью четыре раза за десять лет.
Для улучшения водоснабжения по рекам в период паводков производилось озеленение и строительство водохранилищ. В целях безопасности максимальный объём водохранилищ естественного стока был ограничен, что создает дополнительные сложности при водоснабжении в засушливые годы. Важной проблемой является ухудшение качества воды водохранилищ при воздействии сильных ветров и «крымского» солнца. Наиболее заметными эти воздействия оказываются при снижении уровня в засушливые периоды: системы очистки не справляются и мутная вода с различными запахами подается в системы водоснабжения. Для решения этой проблемы предлагаются мероприятия по пополнению и последующему использованию подземных вод.

## Водные ресурсы
На территории Крыма формируется около миллиарда кубометров воды в год. По подсчётам Института водных проблем РАН водные ресурсы Крымского полуострова составляют от 860 млн до 1,2 млрд м³ в год. Полуостров способен целиком обеспечить свое водоснабжение собственными ресурсами, однако для устойчивого функционирования необходима разработка новой концепции управления водными ресурсами.
На территории Крымского полуострова насчитывается 1657 водотоков (см. Реки Крыма): рек, ручьёв и балок общей длиной 5996 км со среднемноголетним стоком 0,58 км³. Также в Крыму расположены: 300 озёр, 23 водохранилища общим объёмом 0,4 км³ и 1900 оросительных прудов. Основными реками являются: Салгир, Кача, Альма, Бельбек, Индол, Биюк-Карасу, Чёрная, Бурульча. Самой длинной является река Салгир (220 км), самой полноводной — река Бельбек (расход воды — 1,5 м³/с).
Одним из ресурсов является снижение потерь при транспортировке и очистке воды. Так в Феодосийском регионе при водозаборе до 1,2 млн м³ в месяц реализация не превышает 400 тыс. м³. На станциях очистки воды значительная её часть расходуется на промывку фильтров, что связано с повышенной мутностью воды из-за заиленных водозаборных сооружений и отсутствия предусмотренных проектом микрофильтров.
Полуостров столкнулся с проблемой пресной воды после того, как Украина в мае 2014 года перекрыла подачу воды в Крым из Херсонской области по Северо-Крымскому каналу (канал обеспечивал до 85 % потребностей полуострова в воде).
Летом 2021 года крымчане столкнулись с нехваткой воды, по причине обмеления водохранилищ на полуострове за последние три года из-за засухи.
Планируется построить новые водохранилища объемом 8 млн и 15 млн кубометров для нужд Алушты и Симферополя, а для Ялты — установку по опреснению морской воды.

### Водоводы и каналы
Тоннельный водовод Южного берега Крыма построен в 1963 году. В конце 1980-х годов признан аварийным. На протяжении 25-30 лет выполнялись текущие аварийно-восстановительные работы для предотвращения обрушения сводов. Тоннель длительный период находится во временной крепи, которая деформируется. За время длительной эксплуатации в нём произошли сильные разрушения.
Учитывая, что действующий гидротехнический тоннель является основной артерией, по которой происходит водоснабжение региона Большой Ялты, и расположен в зоне повышенной сейсмичной активности, в 1988 году было принято решение о строительстве второй дублирующей линии тоннельного водовода, которая завершена не была...
Северная часть тоннельного водовода находится в заповедной зоне.
Водные ресурсы распределены неравномерно. В целях водоснабжения были построены: Ялтинский тоннельный водовод (7,2 км), Судакский водовод (67 км).
Двухниточный водовод до Керчи протяженностью 29 км является напорным участком Северо-Крымского канала.
Основные каналы:
- Северо-Крымский канал (СКК);
- Раздольненский рисовый канал (РРК) протяжённостью 18,85 км, расходом 25,0 м³/с и его западная ветка (ЗВРРК) протяжённостью 25,10 км, расходом 10,0 м³/с[10];
- Азовский рисовый канал (АРК);
- Красногвардейская ветка (КГВ);
- Черноморская ветка канала (ЧВК);
- Соединительный канал;
- Сакский канал;
- Западная Черноморская ветка (ЗЧВ) протяжённостью 33,8 км и расходом 33,0 м³/с[10];
- канал РЧ-2.

Особое значение для водоснабжения Крымского полуострова имеет Северо-Крымский канал. Протяжённость его крымской части составляет около 290 км. В 2013 году по каналу было перемещено около 1,1 млрд м³ днепровской воды.
В 2014 году, после возвращения Республики Крым и Севастополя в состав России Украина, не признавшая произошедшую потерю территории, перекрыла канал, в результате чего дефицит водоснабжения населённых пунктов составил 260 млн м³ в год. Крым стали переводить на внутренние источники питьевого и технического водоснабжения. В сельском хозяйстве пришлось отказаться от выращивания риса и сократить площади других культур, в первую очередь кукурузы и сои. Наиболее сложным оказалось в короткие сроки обеспечить водоснабжение Керчи и Феодосии. Для этого крымская инфраструктура Северо-Крымского канала была частично задействована для подачи воды из артезианских источников, белогорских рек и водохранилищ. В 2015 году таким способом было перекачано 54,5 млн м³.
Планировалось строительство Солнечногорского водохранилища и тракта подачи воды с каскадом насосных станций и резервуаром чистой воды до Судака стоимостью 7,3 млрд рублей. Этот объект был запланирован в 1980-х годах, и его реализация позволит полностью решить проблему водообеспечения Судака и сохранить дополнительные объёмы воды для Феодосии и Керчи. Но в 2016 году проект был исключён из федеральной программы.
В связи с высокой минерализацией вод Северо-Сивашского месторождения, разработан проект подачи воды в город Армянск из рек Биюк-Карасу и Победная. В январе 2019 года проект был одобрен Главгосэкспертизой.
Проект позволит улучшить водоснабжение Армянска и населенных пунктов Красноперекопского, Джанкойского и Нижнегорского районов Республики Крым, а также обеспечить технической водой промышленные предприятия «Крымский содовый завод» и «Крымский титан». Проектом предусматривается устройство насосных станций, бетонной плотины для поддержания расчетного уровня воды в Северо-Крымском канале и регулирования стока, грунтовой плотины, обводного трубопровода и напорного трубопровода.
В стадии проработки находится проект пополнения Межгорного водохранилища не полностью зарегулированным стоком рек Альма, Кача, Бельбек и Чёрная.

### Подземные воды

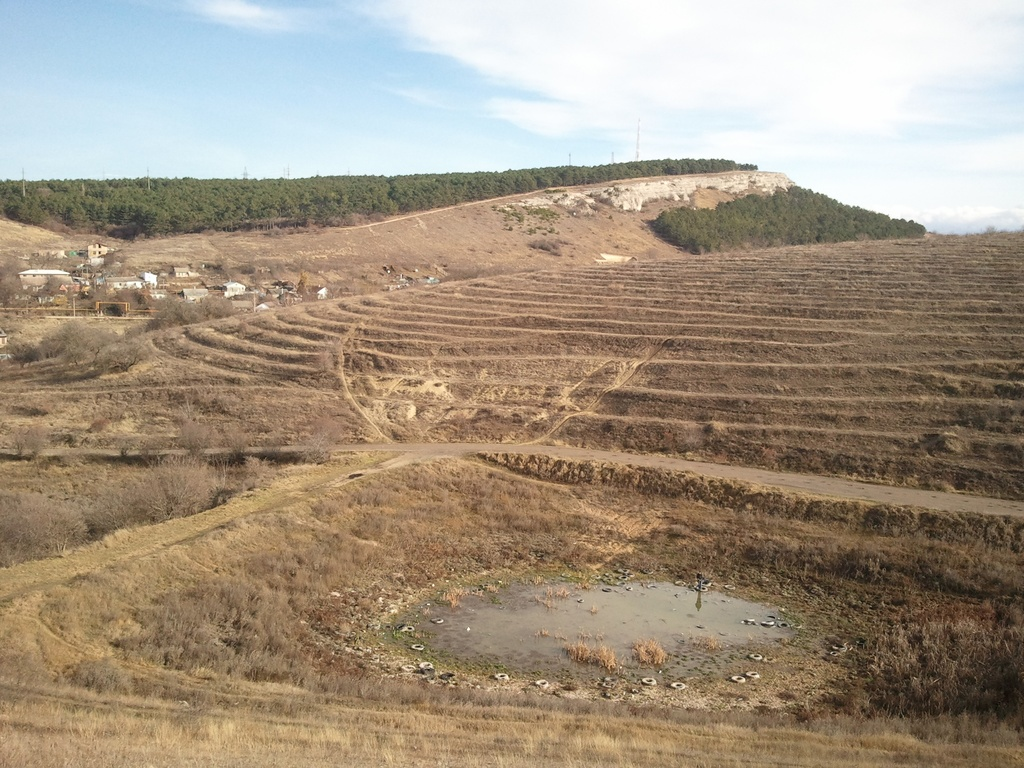
Высохший в 2020 году пруд на окраине Симферополя.

Полуостров сравнительно беден пресными подземными водами. Интенсивный отбор подземных вод на орошение в 1960—1970-е годы привёл к истощению водоносных горизонтов. Также негативное влияние на пополнение подземных вод оказало спрямление русел рек для использования их в качестве коллекторов Северо-Крымского канала. С целью восполнения запасов подземных вод был построен комплекс сооружений по искусственному пополнению их днепровской водой из Северо-Крымского канала. По состоянию на 2019 год разведанные и оцененные запасы подземных вод с минерализацией до 1,5 г/л составляют 386 млн м³/год.
Ведётся строительство водовода от подземных водозаборов до Феодосии и Керчи (192 км) и рассматривается возможность строительства тоннеля от реки Коккозка до Чернореченского водохранилища (8,7 км).
В 2014 году горизонт геологоразведочных работ был увеличен с 200 до 500 м. Для водоснабжения ряда населённых пунктов были пробурены новые скважины.
В марте 2021 введены в строй первые 2 из 11 скважин Бештерек-Зуйского водозабора, построенного для снабжения Симферополя (глубина скважин — до 500 м каждая). Летом 2021 года велись работы по обустройству скважин возле Бельбекского водозабора, где водный горизонт был обнаружен при подготовке к строительным работам.
Проводятся работы по определению крупных точек выхода подземного стока в акваторию Чёрного моря.

### Опреснение морской воды и подземных вод
Использование опреснённой воды для бытовых нужд было отложено, так как существует возможность более полного использования природных источников. Рассчитывается экономическая эффективность использования пресной воды в сельском хозяйстве.
В 2017 году в селе Каменка Первомайского района была установлена станция очистки подземных вод. Стоимость воды для потребителей по фиксированному тарифу составляет 30 рублей за кубометр. С 2018 года планировалась установка подобных станций в других сёлах степного Крыма. Но установка поселковых станций не была реализована из-за высоких затрат со стороны водоснабжающей организации.
По состоянию на 2021 год рассматривается вариант строительства опреснительной установки в Ялте. В том числе это связано с тем, что на Южном берегу Крыма затруднено строительство новых водохранилищ. В Крымских горах прижатых к морю кроме транспортной проблемы, существует застройка вдоль русел рек, а строительство горных водохранилищ требует создания водоохранной зоны выше по течению для сохранения качества воды и зоны безопасности — ниже по течению.

## Использование
В 2013 году общий объём забора воды составил 1553,78 млн м³, в том числе:
- вода Северо-Крымского канала — 1346,3 млн м³ (86,65 %),
- местный сток — 136,38 млн м³ (8,78 %),
- подземные воды — 68,54 млн м³ (4,41 %),
- морская вода — 2,56 млн м³ (0,16 %).

При транспортировке было потеряно 695,3 млн м³, что составило 51,6 % от объёма воды, поставленного по Северо-Крымскому каналу.
Объём потребления составил:
- сельским хозяйством — 590,18 млн м³ (77 %),
- жилищно-коммунальным хозяйством — 125,3 млн м³ (16,4 %),
- промышленностью — 50,64 млн м³ (6,6 %).

В 2014 году забор воды сократилось в пять раз — до 310 млн м³, потери — до 16 млн м³.
В 2015 году общий объём забора воды составил 253,46 млн м³, в том числе:
- из пресных поверхностных источников — 138,47 млн м³ (55 %),
- подземные воды — 95,13 млн м³ (37 %),
- морская вода — 19,86 млн м³ (8 %).

Объём потерь — 13 млн м³. Для производственных нужд использовано 50 % объёмов воды, на хозяйственно-питьевые — 39 %, на орошение — 6 %.
По состоянию на 2021 год вопрос обеспечения хозяйственно-питьевых нужд полуострова решается, но вопрос с водой для производства и сельского хозяйства остается открытым.
Директор научно-производственной фирмы «Водные технологии» Анатолий Копачевский оценивает среднегодовое потребление воды в 500 млн м³.

### Орошение
С вводом Северо-Крымского канала площадь орошаемых земель увеличилась на 358 тыс. га и в максимуме достигала 402 тыс. га, что составляет 22 % земель сельскохозяйственного назначения.
К 2013 году площадь орошаемых земель сократилась до 140 тыс. га. В 2013 году на орошение было подано всего 683,6 млн м³  воды, из которых на зернокормовые культуры израсходовано 214,9 млн м³, а на рис — 468,7 млн м³.
В 2014 году в условиях перекрытого Украиной Северо-Крымского канала в Крыму осталось лишь 17 тыс. га орошаемых земель, поэтому аграрии были вынуждены переходить на засухоустойчивые культуры и капельное орошение. 

В 2015 году площадь была уменьшена до 10,1 тыс. га. Объём воды, подаваемой на орошение, значительно сократился. 

В 2016 году в Республике Крым орошаемая площадь составила 11,7 тыс. га. На цели орошения подано 12,4 млн м³.
В 2016 году в целях орошения и водоснабжения проведены работы по восстановлению водозаборных сооружений Льговского водохранилища, расположенного в 12 км от города Старый Крым; в 2017 году возобновлено его наполнение. 

В 2017 году площадь орошаемых земель составляла 14,5 тыс. га.
«Крымское управление водного хозяйства и мелиорации» разрабатывает проект по зарегулированию реки Салгир, чтобы использовать её воды для орошения 20 тыс. га сельхозугодий Красногвардейского района. Для этого предлагается построить водохранилище в Красногвардейском районе на 20 млн м³ воды. В Симферопольском районе для орошения планируется использовать сточные воды: для этих целей в районе будет построена сеть прудов-накопителей.
Для увеличения площади орошаемых земель государство будет компенсировать до 75 % средств, затраченных на строительство и реконструкцию систем орошения.

### Жилищно-коммунальное хозяйство
Основными источниками воды для хозяйственно бытовых нужд населения Крыма являются артезианские скважины, водохранилища естественного стока и наливные водохранилища Северо-Крымского канала.
Водоснабжение и водоотведение крупных населённых пунктов Республики Крым обеспечивает ГУП «Вода Крыма», имеющее 11 филиалов в городах: Симферополь, Алушта, Бахчисарай, Белогорск, Джанкой, Евпатория, Керчь, Красноперекопск, Саки, Судак, Феодосия.
Централизованное водоснабжение Севастополя через Днепровский водовод обеспечивает ГУПС «Водоканал».
В коммунальных сетях Республики Крым и Севастополя потери воды достигают 65-70 %. По словам директоров водоснабжающих организаций введение графиков подачи воды увеличивает ее потери, поскольку набранная и не израсходованная вода сливается жителями многоквартирных домов в канализацию. Также требуются дополнительные расходы на замену или промывку общедомовых фильтров, которые быстро забиваются при частых отключениях водоснабжения. Другой проблемой является повреждение разводящих систем гидроударами. Попадание канализационных вод в поврежденные разводящие сети приводит к отравлениям, а на промывку сетей требуется несколько дней.
Из-за неравномерного распределения водных ресурсов и отсутствия соединения между сетями Ялты и Алушты после ялтинского наводнения 2021 года в Алуште график подачи воды был только смягчен.